# Heinrich Gelzer
Heinrich Gelzer (Berlín, 1 de juliol de 1847 - Jena, 11 de juliol de 1906) va ser un filòleg clàssic, historiador i bizantinista alemany.
El seu fill, anomenat com ell, va ser el romanista Heinrich Gelzer i el seu pare era l'historiador suís Johann Heinrich Gelzer.

## Obra
- Sextus Julius Africanus und die byzantinische Chronographie (3 vol.)
- Georgii Cyprii Descriptio orbis romani (1890)
- Index lectionum Ienae (1892)
- Leontios' von Neapolis Leben des heiligen Johannes des Barmherzigen, Erzbischofs von Alexandrien (1893)
- Geistliches und Weltliches aus dem türkisch-griechischen Orient (1900)
- Ungedruckte und ungenügend veröffentlichte Texte der Nottiae episcopatuum. Ein Beitrag zur byzantinischen Kirchen- und Verwaltungsgeschichte (1901)
- Vom heiligen Berge und aus Makedonien. Reisebilder aus den Athosklöstern und dem Insurrektionsgebiet (1904}
- Scriptores sacri et profani ... vol. 4. Des Stephanos von Taron armenische Geschichte (1907) amb A. Burckhardt
- Byzantinische Kulturgeschichte (1909)
- Patrum nicaenorum nomina, amb Heinrich Hilgenfeld i Otto Cuntz
- Ausgewählte kleine Schriften